# 猿田彦神社 (奈良市)
猿田彦神社（さるたひこじんじゃ）は、奈良県奈良市今御門町にある神社。道祖神社とも呼ばれる。

## 歴史
平城天皇の御代に元興寺境内に創祀されたと伝わる。宝徳2年（1450年）元興寺の大火後、再々の火難に類焼し、現在の小祠となった。
一説には、橘奈良麻呂の乱で無実の罪で獄死した道祖王の怨霊を恐れ、祀られたのが始めともいう。
往古より道祖神、賽神・妻神、開運の神として近在の信仰を集め、商売繁盛、開運招福、良縁・安産の神として名高い。古歌に、本社に願をかけた『村のよめ 道祖神に 願をかけ』（明和年間）というものがある。

## 境内
本殿の右に神楽所がある。

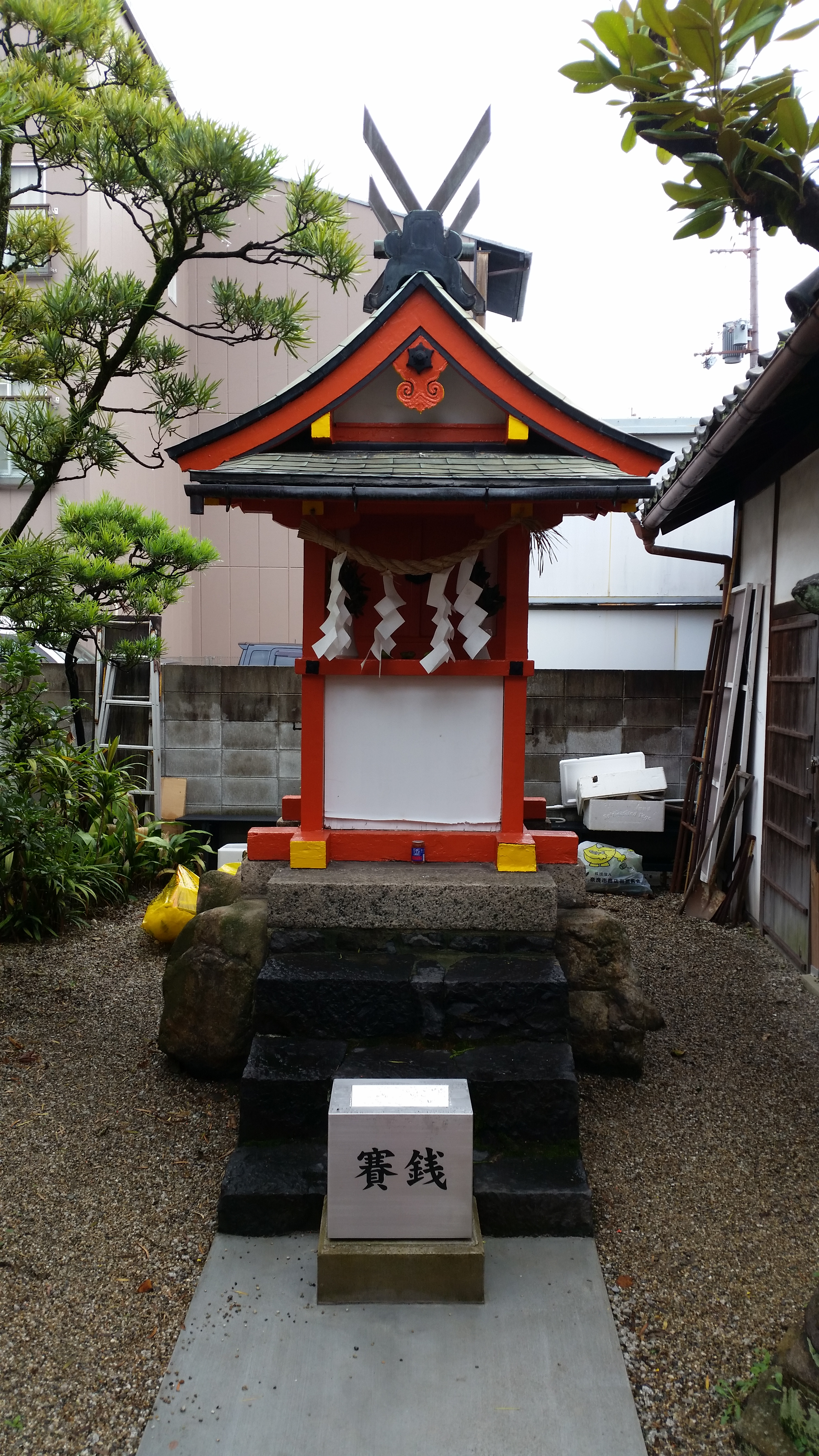
本殿

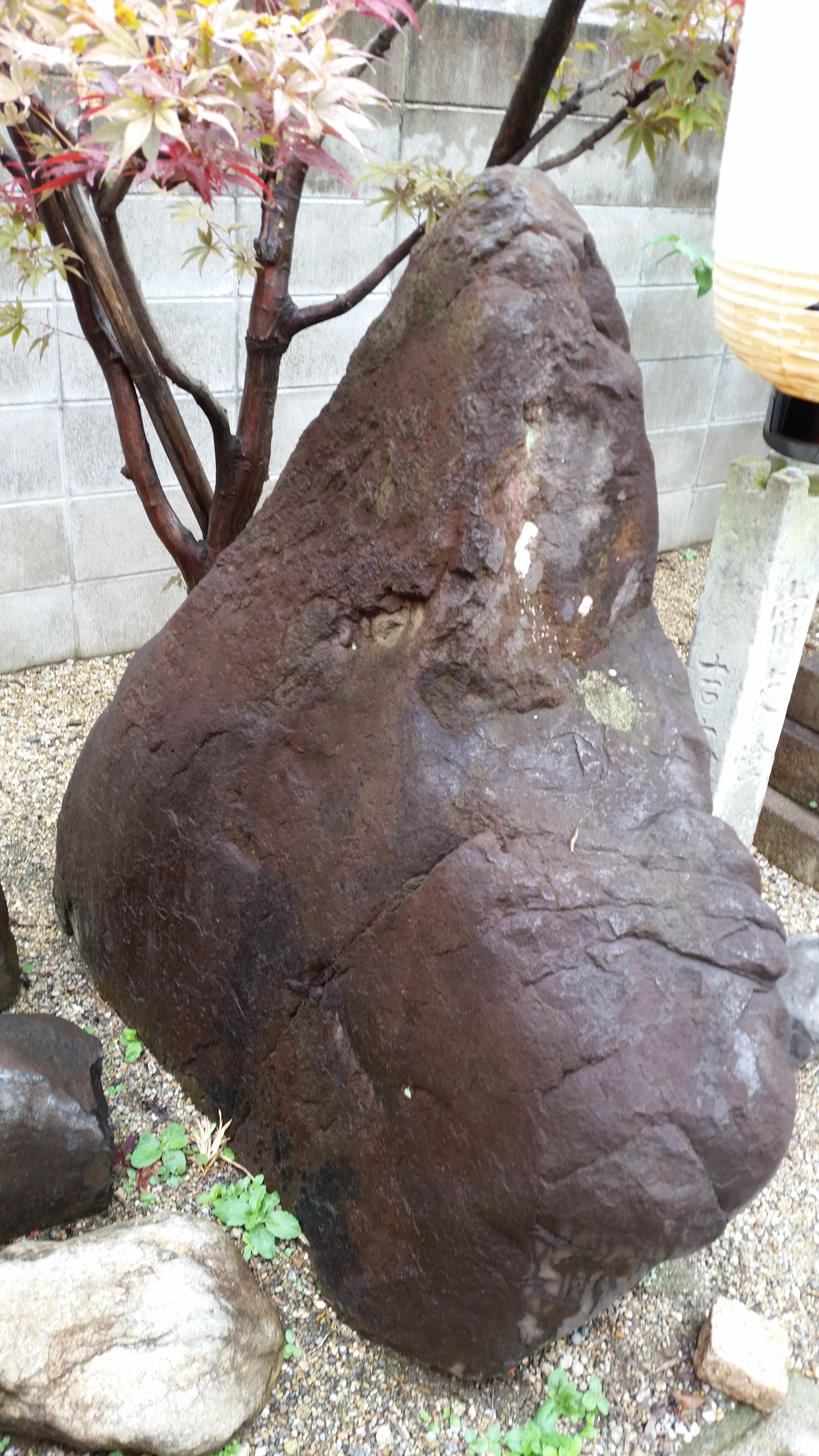
陽石

鳥居、玉垣の中に大きい陽石があり、荒神、賽の神として勝負の守護神となっている。

## 祭神
- 猿田彦命
- 市寸島姫命